# 京山站
京山站，位于中华人民共和国湖北省荆门市京山市新市镇胜利村，是长荆铁路上的火车站，建于1998年，由武汉铁路局管辖。

## 車站周邊
- 京山市公路管理局
- 京仑饭店
- 荆门京山瀚祥商务酒店
- 京山汽车中心客运站
- 荆门京山裕华大酒店
- 八里途客运站

## 歷史
- 建于1998年。

## 外部連結
- 中国铁路客户服务中心（页面存档备份，存于）